# Drepane africana
Drepane africana är en fiskart som beskrevs av Balthazar Osório 1892. Drepane africana ingår i släktet Drepane och familjen Drepaneidae. Inga underarter finns listade i Catalogue of Life.